# Uscana

Karte Südillyriens um 200 v. Chr. mit dem Standortvorschlag Uscanas am Oberlauf des Schwarzen Drins nördlich des Ohridsees

Uscana (oder Hyscana, lateinisch; altgriechisch Ὕσκανα Hyskana) war eine antike Stadt im südlichen Illyrien. Die Forschung konnte sie bisher nicht genau lokalisieren.

## Geschichte
Uscana und ihre Einwohner, die Uscanenses (lateinisch), sind vor allem durch den römischen Historiographen Titus Livius (59 v. Chr. – 17 n. Chr.) bezeugt. Dieser erwähnt den Ort in seinem Geschichtswerk Ab urbe condita im Zusammenhang mit dem Dritten Makedonisch-Römischen Krieg von 171 bis 168 v. Chr. Demnach war Uscana Hauptort des illyrischen Stammes der Penestae, hatte etwa 10.000 Einwohner und stand zu Kriegsbeginn unter der Herrschaft von Perseus, dem letzten König des antiken Makedoniens. Zu der Zeit soll sich auch eine kretische Garnison in der Stadt befunden haben. Der erste Einnahmeversuch durch römische Truppen unter dem Kommando des Appius Claudius 170 v. Chr. scheiterte, worauf wohl erst ein späterer Versuch glückte. Ein Jahr später überraschte Perseus aber mit seinen Truppen die nun römisch kontrollierte Stadt und nahm sie offenbar wieder ein. Doch kurz darauf unternahmen römische Truppen unter dem Befehl des Lucius Caelius erneut einen erfolglosen Eroberungsversuch, worauf sie sich nach Lychnidos zurückzogen.
Auch der griechische Geschichtsschreiber Polybios (200–120 v. Chr.) erwähnt in seinen Historien die Stadt (mit der Namensvariante „Hyscana“) im Zusammenhang mit Perseus und dem Makedonisch-Römischen Krieg.

## Lokalisierung
Der britische Archäologe John J. Wilkes vermutet Uscana auf dem Gebiet des westlichen Nordmazedoniens. Die Stadt soll sich entweder im Tal des Schwarzen Drin bei der heutigen Stadt Debar oder in einem Nebental der Treska beim heutigen Kičevo befunden haben.

## Trivia
Insbesondere unter der ethnisch-albanischen Bevölkerung hat die Theorie, dass Uscana (albanisch Uskana) die antike Vorgängerstadt des heutigen Kičevo ist, großen Anklang gefunden, dies verbunden mit der illyrischen Abstammungshypothese der Albaner. So ist „Uskana“ nicht nur als weiblicher Vorname populär geworden, sondern es wurden auch schon einige (patriotisch-)albanische Lieder mit „Uskana“ im Titel geschrieben. Daneben tragen in Kičevo ein Fernsehsender und ein Martial-Arts-Verein diesen Namen. Auch albanische Kulturvereine in Chicago und Dortmund sowie Schweizer Fußballvereine in Olten und Neuhausen am Rheinfall benutzen den Namen.